# Jardim Botânico Tropical

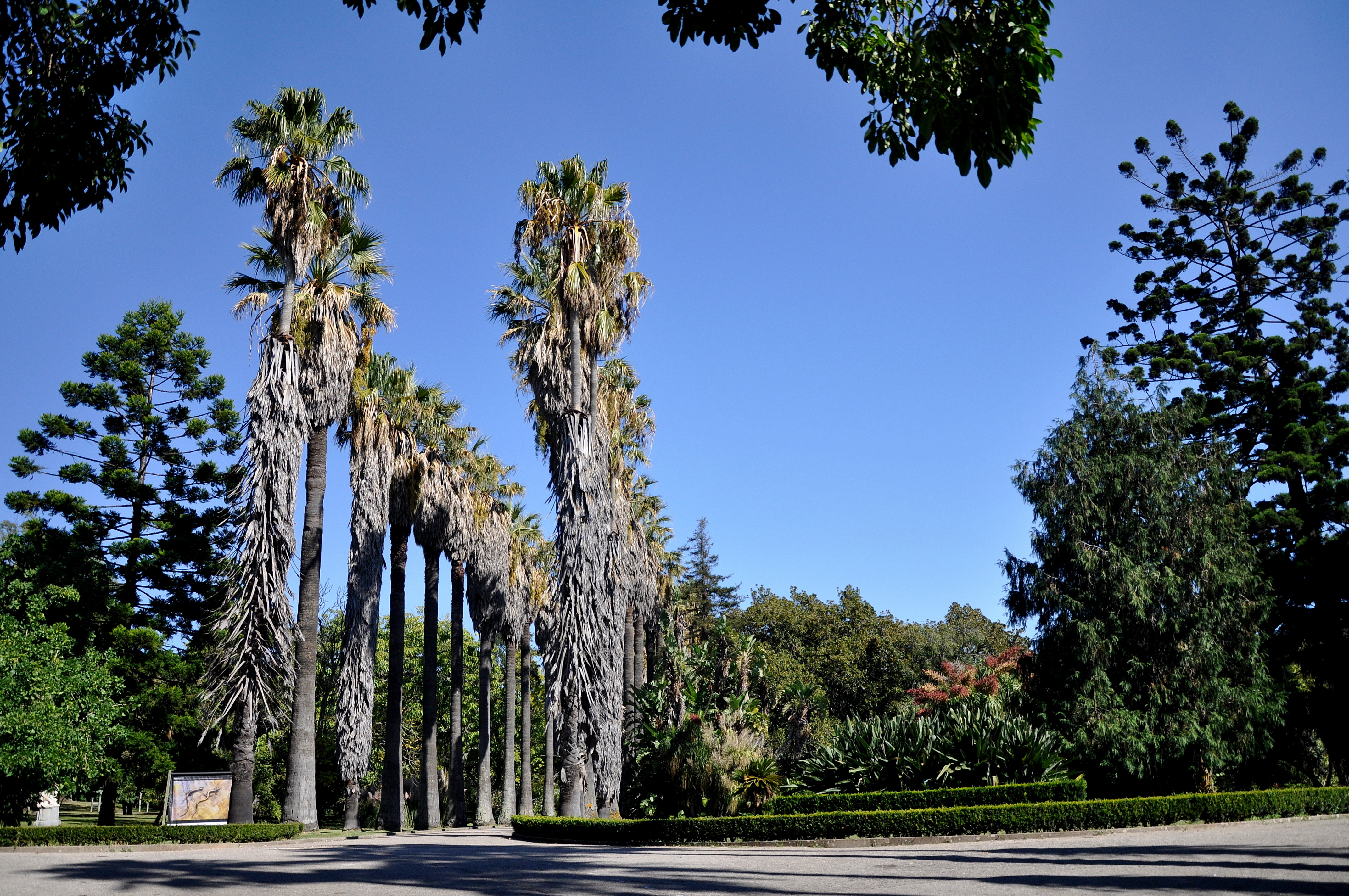
Washingtonia filifera langs een dreef van de tuin

De Jardim Botânico Tropical ("tropische botanische tuin") is een botanische tuin in Santa Maria de Belém, een voorstad van de Portugese hoofdstad Lissabon.
In het park vindt men vooral tropische en subtropische planten. Sommige planten die er worden aangetroffen houden verband met de Portugese ontdekkingsreizen zoals de peper, de cacaoboom en de kaneelboom. Het Palácio dos Condes da Calheta uit de 17e-18e eeuw herbergt vaak wetenschappelijke tentoonstellingen over onderzoek naar natuurlijke hulpbronnen, volkeren uit en de geschiedenis van de tropische streken.